# Journal of Sociology
El Journal of Sociology és una revista acadèmica trimestral revisada per experts que cobreix la sociologia, centrada en Austràlia. Els editors en cap de la revista són Steve Matthewman (Universitat d'Auckland) i Kate Huppatz (Universitat de Sydney Occidental). Va ser fundada el 1965 i està publicada per SAGE Publications en nom de l'Associació Sociològica Australiana.

## Resum i indexació
La revista està resumida i indexada a Scopus i al Social Sciences Citation Index. Segons el Journal Citation Reports, el seu factor d'impacte del 2013 era d'1,455.